# مقسوم (فلم)
مقسوم هو فيلمٌ مصري ٌ بدأ عرضه في 18 يناير 2024 في مصر، والسعودية.

## قصة الفيلم
"رانيا"، و"هند"، و"إيمى" ثلاث فنانات معتزلات. كُنّ يشكلنّ فرقة موسيقية في التسعينيات، لكن الفرقة انتهت وقتها بسبب الخلافات التي وقعت بينهن. يتلقين دعوة لإحياء حفل في مدينة أسوان، وتكون هذه الحفلة فرصةً لإعادة لم شمل الفرقة.

## إنتاج الفيلم
الفيلم من من تأليف هيثم دبور وإخراج كوثر يونس، وبطولة ليلى علوي، وشيرين رضا، وسماء إبراهيم، وسارة عبد الرحمن، وعمرو وهبة، وسيد رجب، وثراء جبيل، ونوران أبو طالب، ومحمد ممدوح، ومحمد شاهين، والعمل من تأليف هيثم دبور ومن إخراج كوثر يونس، ومن إنتاج blue print، وسينرجي فيلمز، وأفلام مصر العالمية.

## إيرادات الفيلم
رُفع الفيلم من دور العرض في 8 فبراير 2024 بعد ثلاثة أسابيع من العرض حقق فيها إيرادات قدرها 1,750,000 ج.م